# Creu de terme de les Muntanyes
La Creu de terme de les Muntanyes, o Creu de la Torre de Fontaubella, és una creu de terme de Falset (Priorat), situada al sud-est de la població, al camí de les Muntanyes.

## Descripció
Aquesta creu de terme es troba elevada sobre un promontori de pedres i terra. La creu, pròpiament dita, presenta els quatre braços de les mateixes dimensions amb tres cercles als seus extrems. La creu es sustenta sobre un pedestal octogonal decorat amb elements vegetals i l'escut de la vila, representat per una torre i dos falçs a cada costat. El pilar cilíndric és de ciment.

## Història
Va ser aixecada de nou per la família Bové Llebaria el 20 de març de 2004.